# Panorama (álbum de Gawvi)
Panorama es el segundo álbum de estudio del rapero Gawvi, lanzado a finales de 2018. Manejó 4 sencillos, donde «Fight for me», su primera colaboración junto a Lecrae, obtuvo el reconocimiento en los premios Dove de 2019 como "Mejor canción de rap del año". En este álbum, Gawvi interpreta algunas canciones en español, retomando sus raíces latinas.

## Promoción y lanzamiento
Los sencillos del álbum fueron «SLINGSHOT», «Fashion Joe» junto a KB, «Fight for me» con Lecrae, «With You»  y «PANORAMA». El álbum fue considerado por la Asociación de Música Gospel (GMA) en la edición 2019, donde fue galardonado el sencillo «Fight for me», que justamente, ya había sido lanzado con anterioridad, al formar parte del proyecto colaborativo de 116 Clique titulado Summer Eighteen.
En 2021, Reach tuvo la oportunidad de aportar la música para la película de Netflix Blue Miracle (Milagro azul para Latinoamérica), donde se utilizaron las canciones «TRAPCHATA» y una nueva versión remezclada de «Fight for me», esta vez, junto a Tommy Royale.

## Lista de canciones
1. PANORAMA
2. SLINGSHOT
3. NAUSEOUS
4. GNO (Guys Night Out) ft. Aklesso
5. SALUD
6. Fight For Me ft. Lecrae
7. DULCE
8. Baker Act ft. Aklesso
9. Moments of Fear
10. With You
11. No Gas
12. Green Card ft. WHATUPRG
13. Fashion Joe ft. KB
14. IMPERIUM
15. TRAPCHATA
16. Don’t Leave
17. GET EM ft. Aklesso, TROSSTHEGIANT & Rhomar Jessy

## Premios y nominaciones
| Año  | Entidad que evalúa | Trabajo nominado | Categoría                                | Resultado |
| 2019 | GMA Dove Awards    | "Fight For Me"   | Canción grabada de Rap / Hip Hop del Año | Ganador   |
| 2019 | GMA Dove Awards    | "PANORAMA"       | Rap/Hip Hop Álbum del año                | Nominado  |